# 193
| [ Edytuj tabelę ] | |
| Cesarz Chin       | - 189 Han Xiandi 220                                                                                  |
| Władca Korei      | - 179 Kogukch’ŏn 197                                                                                  |
| Papież            | - 189 Wiktor I 199                                                                                    |
| Król Partów       | - 191 Wologazes V 208                                                                                 |
| Cesarz Rzymu      | - 193 Pertynaks 193 - 193 Didiusz Julianus 193 - 193 Septymiusz Sewer 211 - 193 Pescenniusz Niger 194 |

Rok 193 / CXCIII
stulecia: I wiek ~
II wiek ~
III wiek

lata: 183 «
188 «
189 «
190 «
191 «
192 «
193
» 194
» 195
» 196
» 197
» 198
» 203

## Wydarzenia
- 1 stycznia – prefekt miasta Rzymu Publiusz Helwiusz Pertynaks został cesarzem rzymskim.
- 28 marca – pretorianie zabili Pertynaksa i wybrali na cesarza Didiusza Julianusa.
- 9 kwietnia – legiony naddunajskie obwołały cesarzem Septymiusza Sewera.
- kwiecień – legiony w Syrii obwołały cesarzem Pescenniusza Nigra.
- 1 czerwca – Didiusz Julianus zginął zamordowany przez pretorianów.
- 9 czerwca – Septymiusz Sewer wkroczył triumfalnie do Rzymu, przejął on władzę nad większością ziem Cesarstwa, dając początek dynastii Sewerów.

## Zmarli
- 28 marca – Pertynaks, cesarz rzymski (ur. 126), zabójstwo.
- 1 czerwca – Didiusz Julianus, cesarz rzymski (ur. 133), zabójstwo.
- Juliusz Polluks, grecki retor i pisarz (ur. ~135).